# Trochocarpa dekockii
Trochocarpa dekockii är en ljungväxtart som först beskrevs av J.J. Smith, och fick sitt nu gällande namn av Herman Johannes Lam. Trochocarpa dekockii ingår i släktet Trochocarpa och familjen ljungväxter. Inga underarter finns listade i Catalogue of Life.